# Priser og nomineringer modtaget af Megan Mullally
Følgende er en liste over priser og nomineringer modtaget af skuespillerinden Megan Mullally.

## Priser og nomineringer

### Daytime Emmy Awards
| År   | Kategori                                     | Arbejde                              | Resultat  |
| ---- | -------------------------------------------- | ------------------------------------ | --------- |
| 2015 | Outstanding Performer in an Animated Program | Sofia the First: The Enchanted Feast | Nomineret |

### Golden Globe Awards
| År   | Kategori                                                                           | Arbejde      | Resultat  |
| ---- | ---------------------------------------------------------------------------------- | ------------ | --------- |
| 2001 | Best Supporting Actress – Series, Miniseries or Motion Picture Made for Television | Will & Grace | Nomineret |
| 2002 | Best Supporting Actress – Series, Miniseries or Motion Picture Made for Television | Will & Grace | Nomineret |
| 2003 | Best Supporting Actress – Series, Miniseries or Motion Picture Made for Television | Will & Grace | Nomineret |
| 2004 | Best Supporting Actress – Series, Miniseries or Motion Picture Made for Television | Will & Grace | Nomineret |

### Primetime Emmy Awards
| År   | Kategori                                          | Arbejde      | Resultat  |
| ---- | ------------------------------------------------- | ------------ | --------- |
| 2000 | Outstanding Supporting Actress in a Comedy Series | Will & Grace | Vundet    |
| 2001 | Outstanding Supporting Actress in a Comedy Series | Will & Grace | Nomineret |
| 2002 | Outstanding Supporting Actress in a Comedy Series | Will & Grace | Nomineret |
| 2003 | Outstanding Supporting Actress in a Comedy Series | Will & Grace | Nomineret |
| 2004 | Outstanding Supporting Actress in a Comedy Series | Will & Grace | Nomineret |
| 2005 | Outstanding Supporting Actress in a Comedy Series | Will & Grace | Nomineret |
| 2006 | Outstanding Supporting Actress in a Comedy Series | Will & Grace | Vundet    |
| 2018 | Outstanding Supporting Actress in a Comedy Series | Will & Grace | Nomineret |

### Screen Actors Guild Awards
| År   | Kategori                                                     | Arbejde      | Resultat  |
| ---- | ------------------------------------------------------------ | ------------ | --------- |
| 2001 | Outstanding Performance by an Ensemble in a Comedy Series    | Will & Grace | Vundet    |
| 2001 | Outstanding Performance by a Female Actor in a Comedy Series | Will & Grace | Nomineret |
| 2002 | Outstanding Performance by an Ensemble in a Comedy Series    | Will & Grace | Nomineret |
| 2002 | Outstanding Performance by a Female Actor in a Comedy Series | Will & Grace | Vundet    |
| 2003 | Outstanding Performance by an Ensemble in a Comedy Series    | Will & Grace | Nomineret |
| 2003 | Outstanding Performance by a Female Actor in a Comedy Series | Will & Grace | Vundet    |
| 2004 | Outstanding Performance by an Ensemble in a Comedy Series    | Will & Grace | Nomineret |
| 2004 | Outstanding Performance by a Female Actor in a Comedy Series | Will & Grace | Vundet    |
| 2005 | Outstanding Performance by an Ensemble in a Comedy Series    | Will & Grace | Nomineret |
| 2005 | Outstanding Performance by a Female Actor in a Comedy Series | Will & Grace | Nomineret |
| 2006 | Outstanding Performance by a Female Actor in a Comedy Series | Will & Grace | Nomineret |
| 2007 | Outstanding Performance by a Female Actor in a Comedy Series | Will & Grace | Nomineret |

### Diverse anerkendelser
| År   | Pris                         | Kategori                                                      | Arbejde                | Resultat  |
| ---- | ---------------------------- | ------------------------------------------------------------- | ---------------------- | --------- |
| 1987 | Young Artist Awards          | Best Young Actress in a New Television Comedy or Drama Series | The Ellen Burstyn Show | Nomineret |
| 2002 | Teen Choice Awards           | Choice TV Comedy Actress                                      | Will & Grace           | Nomineret |
| 2005 | People’s Choice Awards       | Favorite Female TV Performer                                  | Will & Grace           | Nomineret |
| 2008 | Broadway.com Audience Awards | Favorite Featured Actress in a Broadway Musical               | Young Frankenstein     | Vundet    |
| 2018 | Gold Derby Awards            | Best Comedy Supporting Actress                                | Will & Grace           | Nomineret |